# Армазская билингва

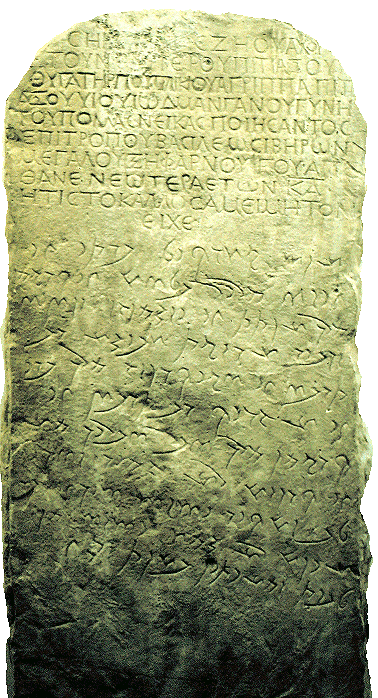
Армазская билингва

Армазская билингва — греко-арамейская эпитафия, найденная при раскопках иберийского города Армази 25 ноября 1940 года. Текст расшифровал Георгий Церетели в 1941 году. Как оказалась, это надгробная плита девушки 21 года — Серафиты. Столь значимая эпитафия указывает на её благородное происхождение.
Я, Серафита, дочь Зеваха, младшего питиахша царя Фарсмана, жена Иодмангана-победоносца (военачальника) и много побед одержавшего (сделавшего) двороуправителя царя Хсефарнуга — сына Агриппы, двороуправителя царя Фарсмана. Горе тебе, которая была молодая. И столь хорошая и красивая была, что никто не был ей подобен по красоте. И умерла 21 году (жизни).
Надпись содержит необычную по форме и начертанию букв версию арамейского алфавита, которая стала известна как «армазское письмо».
Аналогичные тексты, выполненные «армазским письмом», были зафиксированы также и в Армении.

## Статьи
- Bruce M. Metzger. A Greek and Aramaic Inscription Discovered at Armazi in Georgia (англ.) // Journal of Near Eastern Studies. — The University of Chicago Press, 1956. — Vol. 15, iss. 1. — P. 18-26.